# 昌平路站
昌平路站位于上海静安区常德路昌平路，为上海轨道交通7号线的地下车站，于2009年12月5日启用。

## 車站設計
7号线车站为地下侧式站台。
| 地面层   | 出入口             | 2-5出入口                        |                    |                    |
| 地下一层 | 站厅               | 票务服务、自动售票机、人工服务台 |                    |                    |
| 地下二层 | 侧式站台，右侧开门 | 侧式站台，右侧开门               | 侧式站台，右侧开门 | 侧式站台，右侧开门 |
|          | ①站台              | █ 7号线 往美兰湖（长寿路）       |                    |                    |
|          |                    | █ 7号线 存车线                   |                    |                    |
|          | ②站台              | █ 7号线 往花木路（静安寺）       |                    |                    |
|          | 侧式站台，右侧开门 |                                  |                    |                    |

## 车站出口
昌平路站共有4个出口，各出入口如下所示：
| 出口编号            | 出口指示       | 照片 |
| ------------------- | -------------- | ---- |
| 2 · 出口 · （设有） | 常德路，康定路 |      |
| 3 · 出口            | 常德路，康定路 |      |
| 4 · 出口            | 常德路，昌平路 |      |
| 5 · 出口            | 昌平路         |      |
| 图例： 设有         |                |      |

## 公交换乘
23、24、36、40、54、76、93、113、138、304、328、717、765、824、830、935、沪钱专线

## 周边
- 静安区工人体育场
- 上海市第一中学
- 上海戏剧学院附属高级中学
- 上海市眼病防治中心